# Maximo Kausch
Máximo Kausch (Argentina, 1981) es un recordista mundial en ascensos de montañas con más de 6000 m, escalador, alpinista y guía  argentino-brasileño. Actualmente es guía para Andes-Specialists, GentedeMontanha y Summit Climb.
En la actualidad, Máximo lleva escaladas 85 montañas con más de 6000 metros de altitud. Su criterio de elección fue la dominancia con más de 7%.
Se fue a Brasil aún cuando niño y, cuando joven, vivió diez años en Inglaterra.
Se especializó en montañas de altitud. Durante sus expediciones, Maximo conoció algunas de las más remotas escaladas del planeta y visitó más de 25 países.
Él ya lideró 11 expediciones en montañas con más de 8000 metros, las mayores del planeta, y algunas decenas de expediciones de montañas con más de 6000 metros de altitud.
Está entrenado en primeros auxilios en áreas remotas (WFR) y participó de muchos rescates en grandes alturas. Posee gran experiencia en medicina de montaña y realizó diversos procedimientos clínicos en grandes altitudes. Máximo ha escrito diversos artículos relacionados con la altitud como fisiología, drogas, problemas oculares, odontología, espectro bacteriano y mucho más.
Además de eso, posee experiencia en logística y recursos humanos en montañas. Ya lideró expediciones con hasta 15 trabajadores y cinco toneladas de equipamientos, colocando centenares de clientes en la cima de diversas montañas del planeta.

## Premios
- Récord Mundial: Recientemente Maximo se hizo el recordista mundial de montañas de altitud al conquistar la cima de 83 montañas con más de 6000 metros de altitud nos Andes.[19][20][21]
- Mosquetão de Oro: Pedro Hauck y Maximo Kausch, que viven en Curitiba PR, llevaron el premio por haber finalizado en 2014 a escalada de todas las montañas por encima de 6 mil metros en Bolivia.[22][23]
- Aventureiro del año en 2013: Maximo recibió el premio de aventureiro del año en 2013 por la revista Go Outside por su inusitado proyecto de escalada a la todas las montañas con más de 6000m.[24]
- Destaque del año de 2013: La prestigiosa revista Blog de Escalada eligió Maximo Kausch como destaque de 2013 debido a la cantidad de escaladas que el alpinista realizó en 2013.[25]
- Destaque del año de 2015: La conceituada revista Blog de Escalada eligió Maximo Kausch como destaque de 2015 debido a la cantidad de escaladas que el alpinista realizó este año.[26]

## Trabajos
- Propietario de la empresa Andes-Specialists andes-specialists.com
- Guía en empresa americana Summitclimb.com
- Propietario de la empresa Gentedemontanha.com
- Columnista del Portal Altamontanha.com
- Columnista de la revista GoOutside

## Proyectos
- Proyecto Montañas 5000+ virgens: Maximo ya inició la primera etapa del proyecto de escalada de las montañas absolutas virgenes con más de 5000 metros nos Andes. Inclusive él ya completó la montaña andina virgem más alta que existía nos Andes (El Monte Parofes)[27] hasta noviembre de 2015.[28]
- Cuenta con por lo menos 180 ascensos, en los Andes y varias otras en los Alpes, Pamires y Himalayas. En 2012 Maximo inició un proyecto sin precedentes y escaló 30 montañas con más de 6000 metros totalmente solo.[29]
- Todos los 6000 de Argentina - Proyecto finalizado en diciembre de 2017[30]
- Todos los 6000 de Chile - Proyecto finalizado en diciembre de 2017[3]
- Proyecto finalizado en 2014 de "Ascenso en todas las montañas por encima de 6 mil metros en Bolivia".[31]
- Disponibiliza gratuitamente, todas las rutas de montañas que escala en forma de mapas virtuales para GPS en la web Rumos.net.br y Wikiloc.com[32][33]
- Mount Everest Foundation 2015: la histórica fundación inglesa que escoge anualmente las escaladas exploratorias con más destaque en el mundo, escogió a Maximo Kausch por su proyecto de "Escalar montañas vírgenes con más de 5000 metros de altitud en los Andes", como una de las mejores elecciones para financiar el proyecto.[34]